# كينت غراهام
كينت غراهام (بالإنجليزية: Kent Graham)‏ هو لاعب كرة قدم أمريكية أمريكي، ولد في 1 نوفمبر 1968 في وينفيلد في الولايات المتحدة.

## وصلات خارجية
- كينت غراهام على موقع مرجع كرة القدم المحترفة.كوم (الإنجليزية)